# Super Mario 3D All-Stars
Super Mario 3D All-Stars (in Japan als Super Mario 3D Collection (jap.: スーパーマリオ３Ｄコレクション, Hepburn: Sūpā Mario 3D Korekushon) bekannt) ist eine 3D-Jump-’n’-Run-Videospielsammlung, die von Nintendo Entertainment Planning & Development (Nintendo EPD) entwickelt und am 18. September 2020 von Nintendo für die Nintendo Switch veröffentlicht wurde. Das Spiel war bis zum 31. März 2021 erhältlich.

## Inhalt
Die Sammlung enthält die Spiele Super Mario 64 (1996), Super Mario Sunshine (2002) und Super Mario Galaxy (2007). Bei der ROM von Mario 64 handelt es sich um die Shindou-Version, die 1997 ausschließlich in Japan veröffentlicht wurde und neben Bug-Fixes einige weitere kleinere Verbesserungen und Anpassungen enthält. Alle drei Spiele unterstützen die Rumble-Funktion der Joy-Con sowie höhere Auflösungen als die Originalspiele, wobei Sunshine im Gegensatz zum Original in einem Seitenverhältnis von 16:9 statt 4:3 läuft. Für Galaxy wird eine optionale Bewegungssteuerung für die Joy-Con bereitgestellt, die die Funktion der Wii-Fernbedienung im Spiel übernimmt. Im Handheld-Modus kann für diese Funktion auch der Touchscreen der Switch genutzt werden. Um den Koop-Modus in Galaxy spielen zu können, wird ein zweiter Joy-Con benötigt. Während Sunshine und Galaxy im Handheld-Modus in 720p und im TV-Modus in 1080p laufen, läuft 64 in beiden Modi in 720p.
Die Sammlung verfügt außerdem über einen Musikspieler, der alle 175 Soundtracks der drei Spiele enthält. Die Soundtracks können auch abgespielt werden, wenn der Bildschirm der Switch aus ist.

## Entwicklung
Laut dem britischen Online-Magazin für Computerspiele Eurogamer bezeichnete Nintendo die Sammlung intern als Super Mario All-Stars 2. Über das Spiel wurde erstmals von Video Games Chronicle im März 2020 berichtet. Nintendo kündigte die Collection in einer speziellen Nintendo Direct für den 35. Geburtstags des Spiels Super Mario Bros. am 3. September 2020 an. Das Spiel wurde am 18. September 2020 exklusiv für die Nintendo Switch veröffentlicht und war nur bis zum 31. März 2021 digital im Nintendo eShop erhältlich. Seit dem 1. April 2021 stellt Nintendo keine neuen physischen Einzelhandelsversionen mehr her.

## Rezeption
Super Mario 3D All-Stars hat national und international gute Bewertungen erhalten.

„Die Mario-Collection ist eine wunderbare Zeitreise vom Jahr 1997 ins Jahr 2007, die euch vor Augen führt, wie sich die Spiele mit dem Klempner über die Jahre entwickelt haben. Was einerseits positiv ist, hat aber auch seine Kehrseite, die Nostalgiker jedoch wenig stören dürfte. Speziell Super Mario 64 merken wir sein Alter an, was daran liegt, dass Nintendo nur das allernötigste unternommen hat, um die Spiele auf die Switch zu bringen.“

„Ich habe lange hin- und herüberlegt, ob ich jetzt geknickt sein soll, dass Mario 64 und Sunshine etwas lieblos im Pack dabei sind. Wie gesagt, Widescreen und/oder ein wenig Mut bei optionalen zeitgemäßen Anpassungen hätte schon sein dürfen. Auch gibt es sicher mehr Extras als nur die eh seit zig Jahren verfügbaren Soundtracks. Alles für den Preis von 60 Euro. Aber erst einmal stellte ich fest, wie viel Spaß 64 und Sunshine dann eben doch noch machen und als ich dann, nach zig Jahren, endlich mal wieder Galaxy spielte, war der Weg klar.“

### Verkaufszahlen
In Großbritannien hält Super Mario 3D All-Stars in der Woche vom 20. bis 26. September 2020 Platz 1 der Software-Einzelhandel-Charts.
Bis November 2020 konnte sich das Spiel weltweit insgesamt 5,21 Millionen Mal verkaufen. Bis zum 31. Dezember 2020 stiegen die Verkäufe auf 8,32 Millionen Einheiten.